# Sékhâenrê Yakbim
Sékhâenrê Yakbim est un roi égyptien de la Deuxième Période intermédiaire, plus précisément un roi de la XIVe dynastie.

## Attestations
Son nom n'apparaît jamais à l'intérieur d'un cartouche, ce qui était une prérogative pharaonique ; néanmoins, sur ses sceaux, il est généralement appelé « le bon dieu, Sékhâenrê » (ou simplement Sékhâenrê) et « le fils de Rê, Yakbim ».
Il n'existe aucune preuve directe que le nom du trône de Yakbim était Sékhâenrê. Cette théorie, fondée sur les caractéristiques stylistiques des sceaux, a été proposée par William Ayres Ward et développée plus tard par K. Ryholt ; Daphna Ben-Tor a contesté cette identification, soulignant que les sceaux de plusieurs souverains vivant à cette période sont trop similaires pour établir de telles corrélations sur la base de simples caractéristiques de conception.
En supposant que Ward ait eu raison, Sékhâenrê Yakbim est attesté par un nombre remarquable de 123 sceaux, juste après — pour cette période — les 396 de Shéshi. Sur cette base, Ryholt a estimé pour lui une durée de règne d'environ 25 ans, dans l'intervalle 1805-1780 avant notre ère.
L'égyptologue israélien Raphael Giveon a identifié Yakbim avec un autre souverain de la même période, Ya'ammou Noubouserrê, tandis que Jürgen von Beckerath a assimilé Yakbim à Salitis, le fondateur manéthonien de la quinzième dynastie.